# Барменки (Мухинское сельское поселение)
Барменки — деревня в Зуевском районе Кировской области в составе Мухинского сельского поселения.

## География
Находится на расстоянии примерно 33 километра на юг от районного центра города Зуевка.

## История
Упоминается с 1678 года как починок с 1 двором. В начале XVIII века отмечался как починок, принадлежавший каринскому татарину Юнусову с русским населением. В 1764 году 67 жителей. В 1873 году отмечено было дворов 25 и жителей 222, в 1905 году — 38 и 294, в 1926 — 65 и 327. В 1950 году было учтено хозяйств 65 и жителей 203. В 1989 году учтено 49 жителей.

## Население
Постоянное население составляло 38 человек (русские 97 %) в 2002 году, 14 — в 2010.
Население 2022 год - 2 человека. Население 2025 год- 0 человек. 